# 大勇武龍泉
大勇武 龍泉（だいゆうぶ りゅうせん、1983年3月30日 - ）は、モンゴル・ウランバートル出身で芝田山部屋所属の元大相撲力士。本名はダワードルジ・オンドラハ（モンゴル語キリル文字表記：Даваадоржийн Ундрах）。身長190cm、体重128kg、血液型AB型。得意手は右四つ、寄り。最高位は東十両10枚目（2008年5月場所）。

## 来歴
祖父はモンゴル相撲で7度優勝したアヴァルガ（横綱）。大勇武にモンゴル相撲の経験はなかったが、芝田山親方（横綱・大乃国）がモンゴルに出向いて新弟子を募集したときに応募して、参加者約40名の中から唯一選ばれて入門し、2001年（平成13年）3月場所で初土俵。初土俵から7場所連続で勝ち越し三段目までは順調に出世したが、体重がないために押し相撲力士を苦手にして幕下目前で足踏み、2場所遅れて入門した同じモンゴル出身の大翔地にも番付で抜かれた。
その後も体重が増えてきた2006年（平成18年）9月場所から翌11月場所にかけて10連勝し、2007年（平成19年）1月場所は十両目前の幕下上位に番付を上げてきたが、幕下上位の壁に跳ね返された。その後しばらく幕下上位を彷徨っていたが、2008年（平成20年）3月場所では幕下優勝を飾り、3月26日の番付編成会議では、5月場所の新十両昇進が決定、芝田山部屋初の関取となった。しかし、5月場所では5勝10敗と大きく負け越して幕下に陥落。1場所での十両復帰をかけた翌7月場所でも、3勝4敗と負け越し、これ以降勝ち越しは2場所のみと低迷した。
2010年（平成22年）5月場所後、一身上の都合により同年6月7日をもって現役を引退したことが芝田山部屋公式ホームページの掲示板において発表された。幕下以下の番付にあったため、日本相撲協会からの引退発表は即時には行われずに翌7月場所後に行われた。これについては、師匠が断髪式を行わずに師匠自身で大勇武の髷を切ったと一部の雑誌が伝えたが、9月6日になって当人から、引退は親方から強制されたものであるとして損害賠償を求める訴訟と暴行罪での被害届が提出されている事が明らかになった。親方は事情聴取に対し「生活態度や稽古の取り組みへの指導の一環として殴った」と説明し、大勇武が他の力士からの借金を返さないとも主張した。親方はこれにより29日書類送検されたが、2011年（平成23年）1月に不起訴（起訴猶予）処分となっている。芝田山親方と日本相撲協会に約7000万円の損害賠償を求める訴訟も、2012年（平成24年）12月21日に東京地方裁判所で和解が成立している。

## 主な成績
- 通算成績：208勝170敗12休  勝率.550
- 十両成績：5勝10敗  勝率.333
- 現役在位：56場所
- 十両在位：1場所
- 各段優勝
  - 幕下優勝：1回（2008年3月場所）

### 場所別成績
| | 一月場所 初場所（東京） | 三月場所 春場所（大阪） | 五月場所 夏場所（東京） | 七月場所 名古屋場所（愛知） | 九月場所 秋場所（東京） | 十一月場所 九州場所（福岡） |
| --- | ----------------------- | ----------------------- | ----------------------- | --------------------------- | ----------------------- | --------------------------- |
| 2001年 （平成13年） | x                       | （前相撲）              | 西序ノ口31枚目 5–2      | 東序二段97枚目 4–3          | 西序二段75枚目 4–3      | 西序二段51枚目 5–2          |
| 2002年 （平成14年） | 東序二段16枚目 4–3      | 東三段目97枚目 4–3      | 東三段目80枚目 4–3      | 東三段目64枚目 3–4          | 西三段目84枚目 4–3      | 東三段目67枚目 4–3          |
| 2003年 （平成15年） | 東三段目53枚目 3–4      | 西三段目72枚目 5–2      | 西三段目41枚目 4–3      | 西三段目28枚目 6–1          | 東幕下48枚目 2–5        | 西三段目7枚目 5–2           |
| 2004年 （平成16年） | 東幕下39枚目 4–3        | 西幕下31枚目 3–4        | 東幕下41枚目 5–2        | 西幕下25枚目 3–4            | 東幕下32枚目 1–6        | 東三段目筆頭 3–0–4          |
| 2005年 （平成17年） | 東三段目15枚目 6–1      | 西幕下38枚目 3–4        | 東幕下47枚目 4–3        | 東幕下39枚目 2–5            | 西幕下60枚目 4–3        | 東幕下52枚目 4–3            |
| 2006年 （平成18年） | 西幕下42枚目 4–3        | 東幕下36枚目 3–4        | 東幕下45枚目 3–4        | 西幕下53枚目 4–3            | 東幕下45枚目 6–1        | 東幕下19枚目 5–2            |
| 2007年 （平成19年） | 西幕下8枚目 3–4         | 東幕下13枚目 4–3        | 西幕下8枚目 3–4         | 東幕下14枚目 3–4            | 東幕下19枚目 3–4        | 西幕下26枚目 6–1            |
| 2008年 （平成20年） | 西幕下9枚目 5–2         | 東幕下4枚目 優勝 7–0    | 東十両10枚目 5–10       | 東幕下3枚目 3–4             | 東幕下7枚目 2–5         | 西幕下15枚目 3–4            |
| 2009年 （平成21年） | 西幕下22枚目 3–4        | 西幕下28枚目 6–1        | 東幕下12枚目 3–3–1      | 東幕下19枚目 3–4            | 西幕下26枚目 3–4        | 東幕下34枚目 5–2            |
| 2010年 （平成22年） | 東幕下24枚目 3–4        | 東幕下31枚目 3–4        | 西幕下36枚目 2–5        | 東三段目筆頭 引退 0–0–7     | x                       | x                           |
| 各欄の数字は、「勝ち-負け-休場」を示す。 優勝 引退 休場 十両 幕下 三賞：敢=敢闘賞、殊=殊勲賞、技=技能賞 その他：★=金星 番付階級：幕内 - 十両 - 幕下 - 三段目 - 序二段 - 序ノ口 幕内序列：横綱 - 大関 - 関脇 - 小結 - 前頭（「#数字」は各位内の序列） |                         |                         |                         |                             |                         |                             |

## 改名歴
- 大勇地 龍泉（だいゆうち りゅうせん）2001年3月場所-2006年9月場所
- 大勇武 龍泉（だいゆうぶ -）2006年11月場所-2010年7月場所